# Ålands landsbygd
Ålands landsbygd är en av ekonomiska regionerna i självstyrda landskapet Åland i Finland. Folkmängden i regionen uppgick den 31 december 2023 till 16 683 invånare, regionens totala areal utgjordes av 5 845,6 kvadratkilometer och därav utgjordes landytan av 1 007,0  kvadratkilometer. I Finlands NUTS-indelning representerar regionen nivån LAU 1 (f.d. NUTS 4), och dess nationella kod är 212. Regionen saknar en finskspråkig namnform.

## Medlemskommuner i ekonomiska regionen
Ekonomiska regionen Ålands landsbygd omfattar följande nio kommuner:
- Eckerö kommun
- Finströms kommun
- Geta kommun
- Hammarland kommun
- Jomala kommun
- Lemland kommun
- Lumparland kommun
- Saltvik kommun
- Sunds kommun

Kommunernas språkliga status är enspråkigt svenska.

### Befolkningsutveckling
| Befolkningsutvecklingen i Ålands landsbygd 1910–2020            | Befolkningsutvecklingen i Ålands landsbygd 1910–2020 | Befolkningsutvecklingen i Ålands landsbygd 1910–2020 | Befolkningsutvecklingen i Ålands landsbygd 1910–2020 | Befolkningsutvecklingen i Ålands landsbygd 1910–2020 |
| --------------------------------------------------------------- | ---------------------------------------------------- | ---------------------------------------------------- | ---------------------------------------------------- | ---------------------------------------------------- |
|                                                                 |                                                      |                                                      |                                                      |                                                      |
| År                                                              |                                                      |                                                      | Folkmängd                                            |                                                      |
| 1910                                                            | 1910                                                 |                                                      | 14 538                                               |                                                      |
| 1920                                                            | 1920                                                 |                                                      | 13 675                                               |                                                      |
| 1930                                                            | 1930                                                 |                                                      | 13 027                                               |                                                      |
| 1940                                                            | 1940                                                 |                                                      | 13 635                                               |                                                      |
| 1950                                                            | 1950                                                 |                                                      | 13 886                                               |                                                      |
| 1960                                                            | 1960                                                 |                                                      | 10 513                                               |                                                      |
| 1970                                                            | 1970                                                 |                                                      | 9 335                                                |                                                      |
| 1980                                                            | 1980                                                 |                                                      | 10 778                                               |                                                      |
| 1990                                                            | 1990                                                 |                                                      | 11 926                                               |                                                      |
| 2000                                                            | 2000                                                 |                                                      | 12 940                                               |                                                      |
| 2010                                                            | 2010                                                 |                                                      | 14 555                                               |                                                      |
| 2020                                                            | 2020                                                 |                                                      | 16 356                                               |                                                      |
| Anm: Uppgifterna avser förhållandena den 31 december nämnda år. |                                                      |                                                      |                                                      |                                                      |